# 永田清 (実業家)
永田 清（ながた きよし、1903年（明治36年）1月27日 - 昭和32年（1957年）11月3日）は、日本の経済学者、実業家。
慶應義塾大学教授、東京帝国大学講師、日本ゴム株式会社社長、日本放送協会（NHK）会長。勲二等瑞宝章。

## 経歴
1903年1月27日、福岡県久留米市山川町に生まれる。
福岡県立中学明善校（現福岡県立明善高等学校）卒業。大正10年（1921年）慶應義塾大学経済学部経済学科予科に入学し、増井幸雄の下で学び、昭和2年（1927年）卒業。1935年慶應義塾大学助教授、1939年東京帝国大学講師。昭和6年（1931年）から2年間欧米に留学し、ジャック・テュルゴーのフランス財政思想を学びヴェルナー・ゾンバルトの講義を聴講。帰国後は財政学を担当し、国益・社会福祉・時局などといった財政の思想を講じた。
戦後、大学を退職して昭和23年（1948年）日本ゴム社長、福岡製紙社長、日新製糖社長、昭和31年（1956年）に日本放送協会（NHK）会長に就任した。
1957年11月3日午前1時40分に慶應義塾大学病院で心筋梗塞で急逝。墓所は多磨霊園。

## 親族
長女の桂子は、宮内官僚上野季三郎の孫でセイコーホールディングス創業家本家服部玄三長男謙太郎に嫁いだ。

## 著書
- 国家財政の知識  非凡閣 1934 （万有知識文庫）
- 財政学概説 上巻 巌松堂書店 1935
- 現代財政学の理論 既成体系の批判と反省 岩波書店 1937
- 戦争経済の潮流 日本評論社 1940
- 財政学 入門経済学 第5 ダイヤモンド社 1940
- 財政学の展開 日本評論社 1942
- 平和の経済的帰結 好学社 1947
- （新庄博共著）金融 実教出版 1953
- 仏蘭西経済学説論集  日本評論新社 1959

### 共編
- 社会科学新辞典 中山伊知郎,三木清共編 河出書房 1941
- 時代と学問 編 慶応出版社 1943
- 現代日本への考察 慶友社 1951
- 商取引決済の実態 有斐閣 1954

### 翻訳
- 富に関する省察 チュルゴオ 1934 (岩波文庫)
- 金と世界経済 アフタリオン 中村金治共訳 時潮社 1936
- ジェボンズ経済学の理論 小泉信三,寺尾琢磨共訳 日本評論社 1944 (数理経済学叢書)
- 平和の経済学 ケネス・E・ボールディング 好学社 1948
- 国民所得分析の原理 カール・S・シャウプ 高橋長太郎共訳 有斐閣 1950
- 所得・雇傭及び公共政策 A.H.ハンセン記念論文集 都留重人共訳監修 有斐閣 1951-52
- 財政の経済学 O.H.ブラウンリー,E.D.アレン 東洋経済新報社 1956